# Stejaru (okręg Tulcza)
Stejaru – wieś w Rumunii, w okręgu Tulcza, w gminie Stejaru. W 2011 roku liczyła 625 mieszkańców.